# Liste der Kreisstraßen im Landkreis Osnabrück

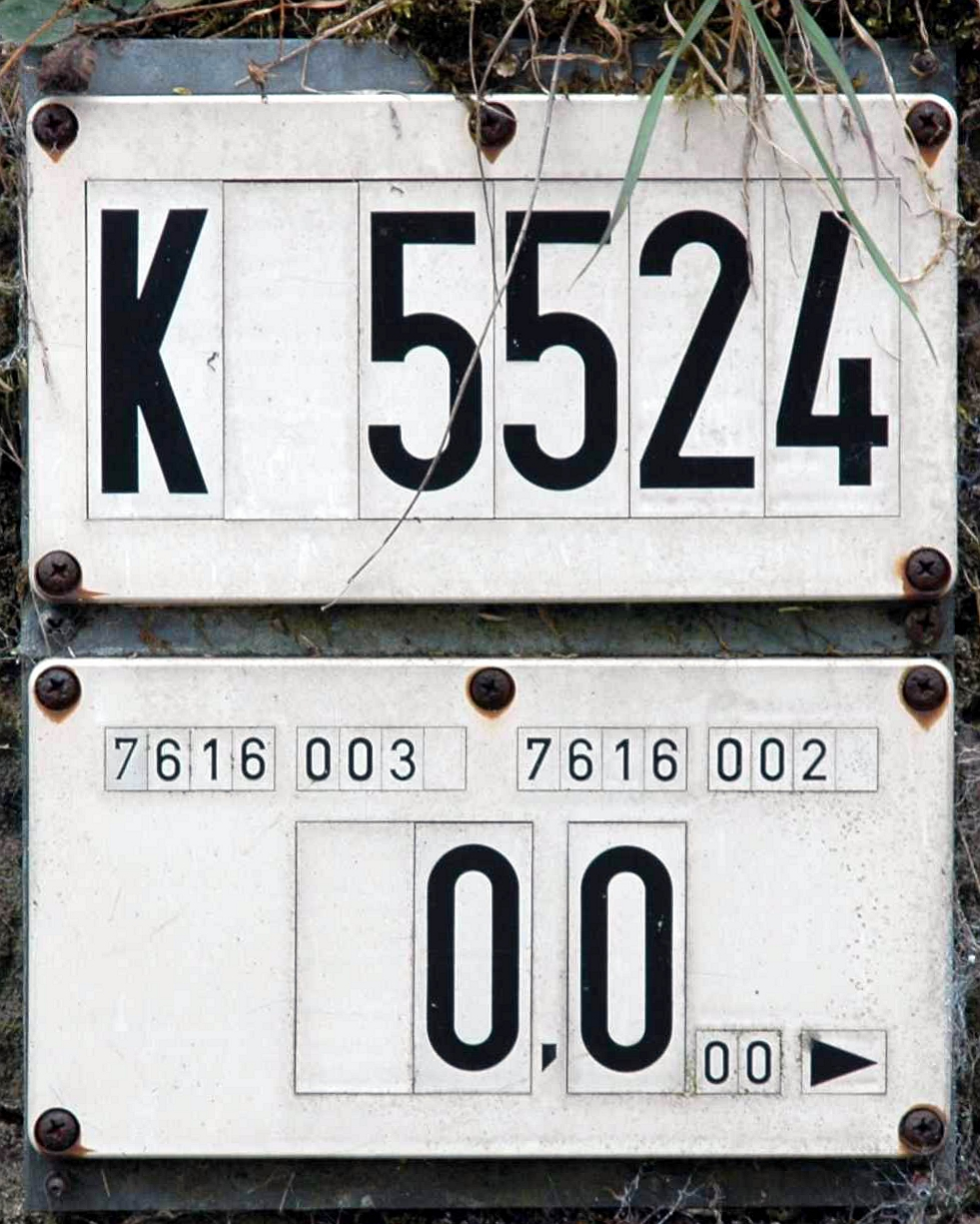
Stationszeichen

Die Liste der Kreisstraßen im Landkreis Osnabrück führt alle Kreisstraßen im niedersächsischen Landkreis Osnabrück auf.

## Abkürzungen
- K: Kreisstraße
- L: Landesstraße

## Hinweise
Nicht vorhandene bzw. nicht nachgewiesene Kreisstraßen werden in Kursivdruck gekennzeichnet, ebenso Straßen und Straßenabschnitte, die unabhängig vom Grund (Herabstufung zu einer Gemeindestraße oder Höherstufung) keine Kreisstraßen mehr sind.
Der Straßenverlauf wird in der Regel von Nord nach Süd und von West nach Ost angegeben.

## Nummernvergabe
Bis zur K 99
Bei den ein- und zweistelligen Kreisstraßennummern handelt es sich um Kreisstraßen innerhalb der kreisfreien Stadt, nicht des Landkreises Osnabrück. Sie werden deshalb hier nicht aufgeführt. Die Kreisstraßen, die die Stadtgrenze von Osnabrück überqueren, erhalten eine neue Nummer.
Ab der K 101
Mit dreistelligen Kreisstraßennummern ab der K 101 werden die Kreisstraßen im Altkreis Bersenbrück gekennzeichnet. Zu diesem Bereich gehören 
- die Stadt Bramsche,
- die Samtgemeinde Artland mit Badbergen, Menslage, Nortrup und Quakenbrück,
- die Samtgemeinde Bersenbrück mit Alfhausen, Ankum, Bersenbrück, Eggermühlen, Gehrde, Kettenkamp und Rieste,
- die Samtgemeinde Fürstenau mit Berge, Bippen und Fürstenau,
- die Samtgemeinde Neuenkirchen mit Merzen, Neuenkirchen und Voltlage.

Ab der K 201
Mit dreistelligen Kreisstraßennummern ab der K 201 werden die Kreisstraßen im Altkreis Melle gekennzeichnet. Zu diesem Bereich gehört die heutige Stadt Melle, in die alle anderen ehemaligen Gemeinden des Altkreises eingegliedert wurden.
Ab der K 301
Mit dreistelligen Kreisstraßennummern ab der K 301 werden die Kreisstraßen im Altkreis Osnabrück gekennzeichnet. Zu diesem Bereich gehören die heutigen Gemeinden Bad Iburg, Bad Laer, Bad Rothenfelde, Belm, Bissendorf, Dissen am Teutoburger Wald, Georgsmarienhütte, Glandorf, Hagen am Teutoburger Wald, Hasbergen, Hilter am Teutoburger Wald und Wallenhorst.
Ab der K 401
Mit dreistelligen Kreisstraßennummern ab der K 401 werden die Kreisstraßen im Altkreis Wittlage gekennzeichnet. Zu diesem Bereich gehören die heutigen Gemeinden Bad Essen, Bohmte und Ostercappeln.

## Listen

### Teilkreis Bersenbrück
| Nr.   | Verlauf                                                                                                |
| ----- | --- |
| K 102 | L 70 in Neuenkirchen – K 165 – L 77 in Bramsche                                                        |
| K 103 | L 70 – Sönnkenort – Vinte – K 161 – K 102                                                              |
| K 104 | L 71 – K 155 – Rothertshausen – Schürmann – L 70                                                       |
| K 105 | L 71 in Voltlage – K 157 – L 70 in Neuenkirchen                                                        |
| K 107 | /L 76 in Alfhausen – Thiene – Balkum – in Ueffeln                                                      |
| K 108 | in Merzen – K 110 – K 154                                                                              |
| K 109 | in Merzen – L 70 in Westerholte                                                                        |
| K 110 | L 71 – K 157 – K 154 – K 108 in Merzen                                                                 |
| K 111 | in Ankum – Osteroden –                                                                                 |
| K 114 | in Fürstenau – Hollenstede – K 115 – Landesgrenze – (K 37 im Kreis Steinfurt, Nordrhein-Westfalen)     |
| K 115 | K 114 in Hollenstede – K 164                                                                           |
| K 116 | Bahnhof Poggenort – L 72 in Poggenort                                                                  |
| K 117 | L 102 in Bippen – Rullengersberg – Dalum – Bedinghausen – in Fürstenau                                 |
| K 118 | – Lulle – L 73                                                                                         |
| K 119 | L 60 in Dalvers – K 121 – K 162 – Restrup – L 73 in Bippen                                             |
| K 121 | L 60/L 102 in Berge – K 119                                                                            |
| K 122 | Anten – L 60/L 102 in Berge                                                                            |
| K 124 | (K 262 im Landkreis Emsland) – Kreisgrenze – Grafeld – K 125 – K 159 – L 102                           |
| K 125 | K 124 in Grafeld – L 60/L 73                                                                           |
| K 126 | (K 217 im Landkreis Emsland) – Kreisgrenze – Hahnenmoor – K 127                                        |
| K 127 | K 128 – K 126 – L 60                                                                                   |
| K 128 | (K 164 im Landkreis Cloppenburg) – Kreisgrenze – K 127 – L 74 in Menslage                              |
| K 129 | L 60 – Wierup – K 130                                                                                  |
| K 130 | L 74 – K 129 – Groß Mimmelage – K 131 – K 132 – – 68a in Badbergen                                     |
| K 131 | L 60 in Quakenbrück – K 130 – K 132 – Loxten – K 158 – L 74 – K 162 – Kettenkamp – L 73 in Eggermühlen |
| K 132 | L 74 in Nortrup – K 131 – K 133 – K 130                                                                |
| K 133 | K 132 – in Talge                                                                                       |
| K 134 | (K 177 im Landkreis Cloppenburg) – Kreisgrenze – L 845 in Quakenbrück                                  |
| K 135 | – Wohld – Fresenbrink – L 75                                                                           |
| K 136 | L 75 – K 138                                                                                           |
| K 138 | – Rüsfort – in Gehrde                                                                                  |
| K 139 | – Kreisgrenze – (K 275 im Landkreis Vechta)                                                            |
| K 140 | in Gehrde – Groß Drehle – Klein Drehle – Kreisgrenze – (K 335 im Landkreis Vechta)                     |
| K 142 | in Bersenbrück – K 144                                                                                 |
| K 143 | K 158 in Druchhorn – L 73/L 74 in Ankum                                                                |
| K 144 | L 76 in Ankum – K 142 –                                                                                |
| K 145 | Heeke – /L 76 in Alfhausen                                                                             |
| K 147 | K 150 in Bramsche (– Abzweig zur /) – K 163 – Purenkamp – K 148 – Malgarten – K 150 – K 149 – L 78     |
| K 148 | L 76 – Rieste – K 167 – Maschort – Enkelstrodtort – K 147 in Sögeln                                    |
| K 149 | (Landkreis Vechta) – Kreisgrenze – K 167 – K 147 in Malgarten                                          |
| K 150 | K 147 in Malgarten – Epe – Knäppen – K 147 – Bramsche – K 160 – /218a                                  |
| K 153 | L 75 – Gronloh – Kreisgrenze – (K 267 im Landkreis Vechta)                                             |
| K 154 | L 71/L 102 – K 157 – K 110 – K 108 – Auf dem Orte – L 70                                               |
| K 155 | K 104 – Landesgrenze – (K 22 im Kreis Steinfurt, Nordrhein-Westfalen)                                  |
| K 156 | (K 43 im Kreis Steinfurt, Nordrhein-Westfalen) – Landesgrenze – L 71 in Weese                          |
| K 157 | – K 113 – Fahlenknüven – K 154 – K 110 – K 105 in Voltlage                                             |
| K 158 | K 131 in Loxten – K 143 – Druchhorn – / in Bersenbrück                                                 |
| K 159 | (K 244 im Landkreis Emsland) – Kreisgrenze – K 124 in Grafeld                                          |
| K 160 | K 150 in Bramsche – L 78 in Lappenstuhl                                                                |
| K 161 | K 103 in Vinte – Landesgrenze – (K 15 im Kreis Steinfurt, Nordrhein-Westfalen)                         |
| K 162 | K 119 in Restrup – Kettenkamp – K 131 – L 73 in Ankum                                                  |
| K 164 | in Fürstenau – K 115 – L 71/L 102                                                                      |
| K 165 | in Ueffeln – K 102 – Achmer – L 77 – Pente –                                                           |
| K 167 | K 148 in Rieste – K 149                                                                                |

### Teilkreis Melle
| Nr.   | Verlauf |
| ----- | --- |
| K 202 | L 83 – L 92 in Markendorf |
| K 203 | K 407 – L 92 in Linken |
| K 204 | L 92 in Buer – Tittingdorf – K 205 – Wehringdorf – L 90 in Bruchmühlen, Stadt Melle                                                        |
| K 205 | L 92 in Linken – Bulsten – K 204 in Wehringdorf                                                                                            |
| K 206 | L 91 – L 83 – K 207 in Bruchmühlen, Stadt Melle                                                                                            |
| K 207 | L 90 in Bruchmühlen, Stadt Melle – K 208 – K 206 – L 91 in Riemsloh                                                                        |
| K 208 | K 207 in Bruchmühlen, Stadt Melle – Bennien – L 91 – Hoyel – Landesgrenze – (K 19 im Kreis Herford, Nordrhein-Westfalen)                   |
| K 209 | L 91 – Groß Aschen – K 210 |
| K 210 | (K 38 im Kreis Herford, Nordrhein-Westfalen) – Landesgrenze – K 209 – Landesgrenze – (K 38 im Kreis Herford, Nordrhein-Westfalen)          |
| K 211 | L 83 – L 701 in Neuenkirchen |
| K 213 | L 95 in Wellingholzhausen – Sondermühlen – L 93 – Niederschlochtern – K 227 – L 701 in Neuenkirchen                                        |
| K 214 | L 701 – K 227 – Landesgrenze – (K 27 im Kreis Gütersloh, Nordrhein-Westfalen)                                                              |
| K 216 | L 90 in Melle – L 91 – Altenmelle – L 93 – L 94 in Wellingholzhausen                                                                       |
| K 218 | K 228 – Dratum – L 108 |
| K 220 | K 328 in Nemden – K 221 |
| K 221 | L 84 – K 326 – L 90 – Westerhausen – K 220 – – Gesmold – K 228 – L 108                                                                     |
| K 224 | K 334 – L 94 in Wellingholzhausen |
| K 225 | L 95 – Landesgrenze – (K 25 im Kreis Gütersloh, Nordrhein-Westfalen)                                                                       |
| K 227 | K 213 – L 95 – Landesgrenze – (K 27 im Kreis Gütersloh, Nordrhein-Westfalen) – Landesgrenze – K 214                                        |
| K 228 | (K 53 in Osnabrück) – Kreisgrenze – K 321 – Bissendorf – L 85 – K 330 – Sünsbeck – K 328 – K 218 – Gesmold – K 221 – L 94 – L 106 in Melle |

### Teilkreis Osnabrück
| Nr.   | Verlauf |
| ----- | --- |
| K 301 | (K 1 in Osnabrück) – Kreisgrenze – K 305 – Holzhausen – L 95 in Hagen am Teutoburger Wald                                        |
| K 302 | (K 2 in Osnabrück) – Kreisgrenze – L 95 in Georgsmarienhütte                                                                     |
| K 303 | L 95 in Gellenbeck – Landesgrenze – (zur K 30 im Kreis Steinfurt, Nordrhein-Westfalen)                                           |
| K 304 | (K 27 im Kreis Steinfurt, Nordrhein-Westfalen) – Landesgrenze – L 89/L 95 in Natrup-Hagen                                        |
| K 305 | (K 8 im Kreis Steinfurt, Nordrhein-Westfalen) – Landesgrenze – K 306 – Hasbergen – L 89 – K 301 in Holzhausen                    |
| K 306 | (L 501 in Nordrhein-Westfalen) – Landesgrenze – (– Abzweig zur K 6 in Osnabrück) – Gaste – K 305                                 |
| K 310 | L 109 in Hollage – Kreisgrenze – (K 10 in Osnabrück)                                                                             |
| K 312 | L 109 in Wallenhorst – /L 109 in Wallenhorst                                                                                     |
| K 313 | L 95 in Gellenbeck – Kreisgrenze – (K 13 in Osnabrück)                                                                           |
| K 314 | L 79 – K 416 – K 342 – L 109 – K 315 –                                                                                           |
| K 315 | L 109 in Vehrte – K 314 – |
| K 316 | (K 16 in Osnabrück) – Kreisgrenze – K 348 – in Belm                                                                              |
| K 317 | L 87 in Belm – Kreisgrenze – (K 17 in Osnabrück)                                                                                 |
| K 320 | (K 20 in Osnabrück) – Kreisgrenze – L 85                                                                                         |
| K 321 | L 87 in Belm – Kreisgrenze – (K 21 in Osnabrück) – Kreisgrenze – Natbergen – K 228                                               |
| K 322 | L 87 – Wellingen – Wellingerhof – K 324 in Jeggen                                                                                |
| K 324 | L 87 in Jeggen-West – Jeggen – K 322 – K 325 – L 87 in Schledehausen                                                             |
| K 325 | K 324 in Schledehausen – L 85 in Wissingen                                                                                       |
| K 326 | L 87 in Schledehausen – Westrup – Astrup – Grambergen – Hiddinghausen – K 221                                                    |
| K 327 | L 85/L 87 in Schledehausen – Ellerbeck – L 90                                                                                    |
| K 328 | L 85 – Nemden – K 220 – K 228 |
| K 330 | K 228 in Bissendorf – Sünsbeck – Holte – L 95 in Borgloh                                                                         |
| K 331 | in Oesede – Dröper – K 333 |
| K 332 | (K 30 im Kreis Steinfurt, Nordrhein-Westfalen) – Landesgrenze – in Bad Iburg                                                     |
| K 333 | – K 331 – Wellendorf – K 347 – L 95 in Borgloh                                                                                   |
| K 334 | L 95 in Borgloh – K 224 – K 347                                                                                                  |
| K 335 | Dissen am Teutoburger Wald – – K 336 – Landesgrenze – (K 34 im Kreis Gütersloh, Nordrhein-Westfalen)                             |
| K 336 | L 94 in Bad Rothenfelde – K 335                                                                                                  |
| K 337 | L 94 – Aschendorf – Landesgrenze – (K 21 im Kreis Gütersloh, Nordrhein-Westfalen)                                                |
| K 338 | L 97 – Remsede – L 98n – Bad Laer – L 94 – Landesgrenze – (K 38 im Kreis Warendorf, Nordrhein-Westfalen)                         |
| K 339 | / in Glandorf – Landesgrenze – (K 38 im Kreis Warendorf, Nordrhein-Westfalen)                                                    |
| K 341 | (K 32 im Kreis Steinfurt, Nordrhein-Westfalen) – Landesgrenze – Schwege –                                                        |
| K 342 | K 314 – L 109 – L 87 – K 316 in Powe                                                                                             |
| K 345 | L 95 in Natrup-Hagen – Landesgrenze – (K 32 im Kreis Steinfurt, Nordrhein-Westfalen)                                             |
| K 346 | (K 46 in Osnabrück) – Kreisgrenze – in Harderberg                                                                                |
| K 347 | / in Harderberg – Kloster Oesede – L 85 – L 95 – Wellendorf – K 333 – K 334 – – L 97 – Hilter am Teutoburger Wald – K 348 – L 94 |
| K 348 | K 347 – Bad Rothenfelde – L 94                                                                                                   |
| K 349 | L 85 – Linne – L 90 |

### Teilkreis Wittlage
| Nr.   | Verlauf |
| ----- | --- |
| K 401 | (K 75 im Kreis Minden-Lübbecke, Nordrhein-Westfalen) – Landesgrenze – L 81 in Bohmte                                                                        |
| K 402 | L 81 – K 403 – L 82 |
| K 403 | K 402 – Brockhausen – |
| K 404 | – K 405 in Lintorf |
| K 405 | K 408/K 409 in Hüsede – K 406 – L 83 – Lintorf – K 404 – in Hördinghausen                                                                                   |
| K 406 | K 405 – Linne – Linnerheide – K 409 |
| K 407 | L 83 in Barkhausen – Büscherheide – K 203 |
| K 408 | K 405/K 409 in Hüsede – Rattinghausen – L 92 |
| K 409 | K 410 in Bad Essen – Hüsede – K 408 – K 405 – Kalbsiek – K 406 – L 83 in Buer                                                                               |
| K 410 | – Bad Essen – K 424 – K 409 – Eielstädt – Wittlage – |
| K 411 | Dübberort – L 105 – Hitzhausen – K 423 – |
| K 414 | – Ostercappeln – K 415 – /L 105 |
| K 415 | L 79 – Schwagstorf – – K 416 – Ostercappeln – K 414 – |
| K 416 | K 314 – in Schwagstorf |
| K 418 | L 80 in Streithorst – K 419 – Vennermoor – L 76 – L 79 – |
| K 419 | K 418 – L 79 in Hunteburg |
| K 420 | L 79 in Hunteburg – Herringhausen – Laar – |
| K 422 | (K 322 im Landkreis Vechta) – Kreisgrenze – ohne Abzweig einer klassifizierten Straße – Landesgrenze – (K 45 im Kreis Minden-Lübbecke, Nordrhein-Westfalen) |
| K 423 | K 411 in Hitzhausen – Jöstinghausen – L 85 |
| K 424 | in Lockhausen – Bad Essen – K 410 – L 84 |